# Tom Gildea
Tom Gildea (* September 1939 im County Donegal) ist ein Landwirt und ein früherer irischer Politiker. Von 1997 bis 2002 war er Teachta Dála (Abgeordneter) im Dáil Éireann, dem Unterhaus des irischen Parlaments.
Gildea war Landwirt im südwestlichen Donegal. Da britische Sender nicht mehr in das irische Kabelnetz eingespeist wurden, engagierte er sich mit der Weitersendung der Programme durch Deflektoren.
Bei den Wahlen zum Dáil Éireann 1997 trat er als unabhängiger Kandidat im Wahlkreis Donegal South-West an und errang genügend Stimmen für einen Sitz.
1999 konnte er daneben auch in den Donegal County Council einziehen. Beide Mandate konnte er nur für eine Periode wahrnehmen. 
2000 heiratete Tom Gildea Eilish Hegarty, mit der er ein Kind hat. 